# Выборы губернатора Калужской области (2020)
Выборы губернатора состоялись в Калужской области 13 сентября 2020 года в единый день голосования, одновременно с выборами в Законодательное собрание Калужской области.
Губернатор избирался сроком на 5 лет.
На 1 января 2020 года в области было зарегистрировано 800 325 избирателей, из которых около 37 % (292 120 избирателей) в Калуге.
Избирательная комиссия Калужской области состоит из 12 членов. Действующий состав сформирован в декабре 2016 года на 5 лет. Председатель избирательной комиссии — Виктор Квасов (с августа 2012 года, переизбран в декабре 2016 года).

## Предшествующие события
С ноября 2000 года по февраль 2020 года должность губернатора занимал Анатолий Артамонов. На состоявшихся 13 сентября 2015 года выборах Артамонов победил в первом туре, набрав 71,43% голосов при явке избирателей 36%. Он вступил в должность 19 сентября 2015 года на срок 5 лет.
Полномочия действовали до сентября 2020 года, когда и были запланированы выборы. Однако 13 февраля 2020 года он досрочно ушёл в отставку по собственному желанию, объяснив это обновлением кадров. Президент Владимир Путин назначил временно исполняющим обязанности губернатора Владислава Шапшу, главу администрации Обнинска и члена партии «Единая Россия».
В марте 2020 года Владислав Шапша поддержал поправки к Конституции России, предложенные президентом В. В. Путиным 15 января 2020 года.

## Ключевые даты
- в январе 2020 года избирательная комиссия Калужской области утвердила календарный план мероприятий по подготовке и проведению выборов.[11]
- 11 июня 2020 года заксобрание Калужской области назначило выборы на 13 сентября 2020 года (единый день голосования), 15 июня решение было опубликовано[12]
  - 17 июня опубликован расчёта числа подписей, необходимых для регистрации кандидата (следующие 3 дня после официальной публикации решения о назначении выборов)
  - с 15 июня по 25 июня — период выдвижения кандидатов (следующие 20 дней со дня публикации решения о назначении выборов)
  - агитационный период начинается со дня выдвижения кандидата и прекращается за одни сутки до дня голосования
- со дня представления в избирательную комиссию заявления кандидата о согласии баллотироваться по 29 июля — период сбора подписей муниципальных депутатов
- с 19 июля по 29 июля до 18:00 — представление документов в избирательную комиссию для регистрации кандидата
- с 15 августа по 11 сентября — период агитации в СМИ
- 12 сентября — день тишины
- 13 сентября — день голосования

## Требования к кандидатам
В Калужской области кандидаты выдвигаются только политическими партиями, имеющими право участвовать в выборах. Самовыдвижение не допускается. Избран может быть гражданин Российской Федерации достигший возраста 30 лет. У кандидата не должно быть гражданства иностранного государства либо вида на жительство в какой-либо иной стране.

### Муниципальный фильтр
1 июня 2012 года вступил в силу закон, вернувший прямые выборы глав субъектов Российской Федерации. Однако был введён так называемый муниципальный фильтр, для прохождения которого кандидатам требуется собрать в свою поддержку от 5 % до 10 % подписей от общего числа муниципальных депутатов и избранных на выборах глав муниципальных образований, в числе которых должно быть от 5 до 10 депутатов представительных органов муниципальных районов и городских округов и избранных на выборах глав муниципальных районов и городских округов. Муниципальным депутатам представлено право поддержать только одного кандидата.
В Калужской области кандидаты должны собрать подписи 5 % муниципальных депутатов и глав муниципальных образований. Среди них должны быть подписи депутатов районных и городских советов и (или) глав районов и городских округов в количестве 5 % от их общего числа. Кроме того, кандидат должен получить подписи не менее чем в трёх четвертях районов и городских округов, то есть в 20 из 26.
11 июня 2020 года избирательная комиссия опубликовала расчёт числа подписей. Каждый кандидат должен был собрать подписи от 132 до 138 депутатов всех уровней и избранных глав муниципальных образований, из которых от 25 до 27 — депутатов райсоветов и советов городских округов и избранных глав районов и городских округов не менее чем в 20 районах. Сбор подписей возможен со дня выдвижения кандидата (не ранее 15 июня) по 29 июля 2020 года.
|                                                              | Количество | Доля | Муниципальные образования                                                                   | Территориальные требования                   |
| ------------------------------------------------------------ | ---------- | ---- | ------------------------------------------------------------------------------------------- | -------------------------------------------- |
| Депутаты и (или) избранные главы муниципальных образований   | 132-138    | 5 %  | 2 городских округа, 24 муниципальных района, 26 городских поселения, 252 сельских поселения | —                                            |
| Депутаты и (или) избранные главы районов и городских округов | 25-27      | 5 %  | 2 городских округа, 24 муниципальных района                                                 | из 20 административных единиц второго уровня |

## Кандидаты
| Кандидат            | Возраст              | Должность (на момент выдвижения)                                                                   | Субъект выдвижения                                  | Статус           | Кандидаты в Совет Федерации |
| ------------------- | -------------------- | -------------------------------------------------------------------------------------------------- | --------------------------------------------------- | ---------------- | --- |
| Александр Абросимов | 43 года (06.10.1981) | автомеханик ООО «Фольксваген Груп Рус»                                                             | «Коммунистическая партия социальной справедливости» | зарегистрирован  | Евгения Манчак, консультант офиса ПАО Сбербанк Валерий Углов, автомеханик ООО «Фольксваген Груп Рус» Леонид Романюк, слесарь-сборщик ООО «Фольксваген Груп Рус»                                                                    |
| Надежда Ефремова    | 40 лет (15.10.1984)  | депутат собрания представителей городского поселения «Посёлок Воротынск»                           | «Справедливая Россия»                               | зарегистрирована | Нина Илларионова, депутат заксобрания Калужской области, председатель отделения СР в Обнинске Евгений Карпов, руководитель аппарата калужского отделения СР Виктор Гришин, временно неработающий                                   |
| Елена Ефанова       | 36 лет (23.02.1989)  | начальник управления по работе с персоналом «СТ Групп»                                             | «Партия Роста»                                      | зарегистрирована | Семён Евтушенко, технический директор ООО «СпецСтройИнжиниринг» Евгений Корсаков, самозанятый Сергей Игнатов, пенсионер |
| Степан Опарышев     | 38 лет (26.01.1987)  | начальник отдела по развитию регионов ООО «Мирострой»                                              | ЛДПР                                                | зарегистрирован  | Игорь Головнев, начальник отдела ООО «ПКФ Технокон» Сергей Дручек, генеральный директор ООО «Деловой центр» Павел Тарасенков, индивидуальный предприниматель                                                                       |
| Владислав Шапша     | 52 года (20.09.1972) | временно исполняющий обязанности губернатора Калужской области                                     | «Единая Россия»                                     | зарегистрирован  | Анатолий Артамонов, член Совета Федерации Константин Горобцов, заместитель Губернатора Калужской области Олег Комиссар, замдиректора по науке Обнинского НПО «Технология» им. А. Г. Ромашина                                       |
| Николай Яшкин       | 65 лет (01.01.1960)  | депутат заксобрания Калужской области, директор селхозкооператива «Жерелево» в Куйбышевском районе | КПРФ                                                | зарегистрирован  | Артур Агванян, секретарь по организационно-партийной работе калужского отделения КПРФ Татьяна Авдеева, инструктор по идеологической работе калужского отделения КПРФ Татьяна Ломакова, главный бухгалтер калужского отделения КПРФ |

## Социология
| Дата                 | Источник | Шапша         | Яшкин | Опарышев | Абросимов | Ефремова | Ефанова | Приду и испорчу бюллетень | Не пошел бы на выборы | Затрудняюсь ответить |
| -------------------- | -------- | ------------- | ----- | -------- | --------- | -------- | ------- | ------------------------- | --------------------- | -------------------- |
|                      |          | Единая Россия | КПРФ  | ЛДПР     | КПСС      | СР       | Роста   |                           |                       |                      |
| 15 — 21 августа 2020 | ВЦИОМ    | 69 %          | 7 %   | 3 %      | 2 %       | 2 %      | 1 %     | 2 %                       | 1 %                   | 13 %                 |

## Результаты
15 сентября Избирательная комиссия Калужской области подвела окончательные результаты выборов. Губернатором избран Владислав Шапша. 16 сентября Шапша вступил в должность губернатора и переназначил членом Совета Федерации Анатолия Артамонова, который до 13 февраля был губернатором области.
| Место                                    | Место                                    | Кандидат                                 | Партия                                   | Голосов | %       |
| ---------------------------------------- | ---------------------------------------- | ---------------------------------------- | ---------------------------------------- | ------- | ------- |
|                                          | 1.                                       | Владислав Шапша                          | Единая Россия                            | 201 619 | 71,19 % |
|                                          | 2.                                       | Николай Яшкин                            | КПРФ                                     | 28 138  | 9,93 %  |
|                                          | 3.                                       | Надежда Ефремова                         | Справедливая Россия                      | 14 201  | 5,01 %  |
|                                          | 4.                                       | Александр Абросимов                      | КПСС                                     | 10 970  | 3,87 %  |
|                                          | 5.                                       | Степан Опарышев                          | ЛДПР                                     | 10 580  | 3,74 %  |
|                                          | 6.                                       | Елена Ефанова                            | Партия Роста                             | 6437    | 2,27 %  |
|                                          |                                          |                                          |                                          |         |         |
| Действительных бюллетеней                | Действительных бюллетеней                | Действительных бюллетеней                | Действительных бюллетеней                | 271 945 | 96,02 % |
| Недействительных бюллетеней              | Недействительных бюллетеней              | Недействительных бюллетеней              | Недействительных бюллетеней              | 11 285  | 3,98 %  |
| Всего                                    | Всего                                    | Всего                                    | Всего                                    | 283 230 | 100 %   |
|                                          |                                          |                                          |                                          |         |         |
| Число бюллетеней, выданных досрочно      | Число бюллетеней, выданных досрочно      | Число бюллетеней, выданных досрочно      | Число бюллетеней, выданных досрочно      | 181 762 | 64,12 % |
| Число бюллетеней, выданных на участке    | Число бюллетеней, выданных на участке    | Число бюллетеней, выданных на участке    | Число бюллетеней, выданных на участке    | 90 133  | 31,79 % |
| Число бюллетеней, выданных вне помещения | Число бюллетеней, выданных вне помещения | Число бюллетеней, выданных вне помещения | Число бюллетеней, выданных вне помещения | 11 591  | 4,09 %  |
|                                          |                                          |                                          |                                          |         |         |
| Явка                                     | Явка                                     | Явка                                     | Явка                                     | 283 486 | 35,39 % |
| Число избирателей                        | Число избирателей                        | Число избирателей                        | Число избирателей                        | 800 986 | 100 %   |